# The Narrative of Arthur Gordon Pym

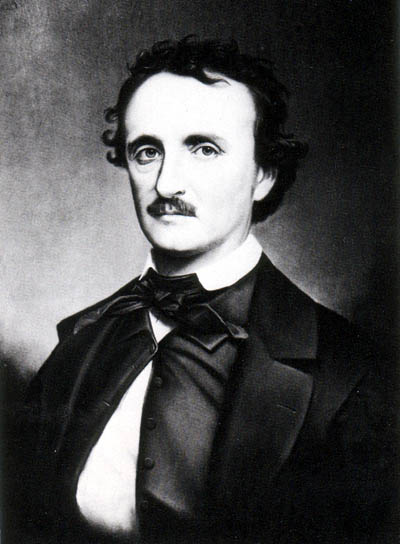
Edgar Allan Poe

The Narrative of Arthur Gordon Pym (Brasil e Portugal: A Narrativa de Arthur Gordon Pym) é um livro de Edgar Allan Poe. É o único livro do gênero romance do escritor norte-americano.